# アンドリュー・モロニー
アンドリュー・モロニー（Andrew Moloney、1991年1月10日 - ）は、オーストラリアのプロボクサー。ビクトリア州ミッチャム出身。元WBA世界スーパーフライ級レギュラー王者。同じプロボクサーのジェイソン・モロニーは双子の兄。ボブ・アラムのトップランク所属。

## 来歴
2014年10月31日、メルボルンでウィレム・マラヒナと対戦し3回1分9秒KO勝ちを収めデビュー戦を白星で飾った。
2016年3月19日、メルボルンで高橋竜平とWBAオセアニアバンタム級王座決定戦を行い、10回3-0(98-92、100-90、100-91)で判定勝ちし、王座を獲得した。
2019年11月15日、メルボルンでエルトン・ダリーとWBA世界スーパーフライ級暫定王座決定戦を行い、8回3-0（78-74、79-73×2）の負傷判定勝ちで王座獲得に成功した。
2020年3月1日、WBAはローマン・ゴンサレスをスーパー王者に昇格し、暫定王者のモロニーをレギュラー王座に昇格した。
2020年6月23日、ラスベガスのMGMグランド内 ザ・バブルでWBA世界スーパーフライ級12位ジョシュア・フランコと対戦し、12回0-3(113-114×2、113-115)の判定負けを喫し初防衛に失敗、王座から陥落した。この試合でフランコは7万5千ドル（約800万円）、モロニーは12万5千ドル（約1300万円）のファイトマネーを稼いだ。
2020年7月2日、アンドリュー・モロニーが試合の契約に含まれていた再戦条項を行使することを表明した。
2020年11月14日、ラスベガスのMGMグランド内 ザ・バブルでWBA世界スーパーフライ級王者ジョシュア・フランコとダイレクトリマッチで再戦するも、フランコの右目付近が視界が塞がるほど酷く腫れ上がったため、3回開始直後のドクターのチェック後に、レフェリーのラッセル・モラは腫れた原因はモロニーの偶然のヘッドバットによるものとして試合を止めたが、モロニー陣営はヘッドバットではなくモロニーのパンチによるものだと抗議、このためネバダ州アスレチック・コミッションは映像での確認作業に30分ほどかかった後にレフェリーの判断を支持し無判定試合と裁定を下した。しかしモロニー陣営は試合後に改めて裁定に不服を示して提訴を示唆するが、ネバダ州アスレチック・コミッションはさらに検証を行うと、ヘッドバットの瞬間の画像や試合中にレフェリーが何度もヘッドバットを注意していたタイムラインを公開して、レフェリーの判断を支持する決定を改めて示した。モロニーとトップランクは、この結果に不服を示し11月20日にWBAへ提訴したが、12月10日にWBAはモロニーとフランコに即時の再戦を行うよう命令した。
2021年8月14日、WBA世界スーパーフライ級レギュラー王者ジョシュア・フランコと3戦目の再戦を行い、12回0-3（112-116×3）の判定負けで王座獲得に失敗した。
2021年12月21日、オーストラリア・シドニーでフローイラン・サルダールとWBOオリエンタルスーパーフライ級王座決定戦を行ない、10回3-0(98-92、99-91、99-91)　で勝利し、王座を獲得した。
2023年5月20日、ラスベガスのMGMグランド・ガーデン・アリーナで行われたデヴィン・ヘイニー対ワシル・ロマチェンコの前座で元WBO世界フライ級王者でWBO世界スーパーフライ級1位の中谷潤人とWBO世界スーパーフライ級王座決定戦を行い、12回に中谷の左のカウンターフックでマットに沈められ、12回2分42秒KO負けを喫し世界王座返り咲きに失敗した。
2024年5月12日、西オーストラリア州パースのRACアリーナでワシル・ロマチェンコ対ジョージ・カンボソス・ジュニアの前座のWBC世界スーパーフライ級暫定王座決定戦としてWBC世界同級6位ならびに元WBC世界ライトフライ級王者のペドロ・ゲバラとWBC世界スーパーフライ級暫定王座決定戦で対戦するも、12回1-2（113-116×2、116-113）の判定負けで暫定ながらの世界王座返り咲きに失敗した。当初はWBC世界同級暫定タイトルマッチとして暫定王者のカルロス・クアドラスに挑戦する予定だったが、クアドラスが左アキレス腱の負傷と同時に暫定王座を返上したため、ゲバラと空位の暫定王座決定戦を行うこととなった。尚、敗戦したモロニーは試合後に現役引退を表明したものの、後に撤回した。
2025年8月16日、メキシコシティでモロニーと同じく中谷潤人に挑戦した経験を持つIBF世界スーパーフライ級3位のアルヒ・コルテスと対戦する予定で、当初は同年7月19日にモンテレイ、さらに同年8月9日にメキシコ・ドゥランゴ開催へと変更。それからさらに8月15日、そして翌日の16日に延期。そして同年8月11日に開催地をメキシコシティに変更することが発表されると、モロニーが開催地の変更を拒否しオーストラリアに帰国したため試合が中止となった。

## 戦績
- プロボクシング：32戦 27勝 (17KO) 4敗 1無効試合

| 戦           | 日付           | 勝敗 | 時間     | 内容    | 対戦相手                           | 国籍           | 備考                                                            |
| ------------ | -------------- | ---- | -------- | ------- | ---------------------------------- | -------------- | --------------------------------------------------------------- |
| 1            | 2014年10月31日 | ☆    | 3R 1:09  | KO      | ウィレム・マラヒナ                 | インドネシア   | プロデビュー戦                                                  |
| 2            | 2014年12月12日 | ☆    | 1R 3:00  | KO      | ジョナサン・リガス                 | フィリピン     | 豪-ビクトリア州バンタム級王座決定戦                             |
| 3            | 2015年3月6日   | ☆    | 4R       | 判定3-0 | 二ルベン・ロッティラ               | フィリピン     |                                                                 |
| 4            | 2015年8月19日  | ☆    | 6R       | 判定3-0 | ロニー・レックス・ダロット         | フィリピン     |                                                                 |
| 5            | 2015年12月18日 | ☆    | 4R 終了  | KO      | ロベルト・リリオ                   | フィリピン     | 豪州バンタム級タイトルマッチ                                    |
| 6            | 2016年3月19日  | ☆    | 10R      | 判定3-0 | 高橋竜平（横浜光）                 | 日本           | WBOオセアニアバンタム級王座決定戦                               |
| 7            | 2016年5月20日  | ☆    | 2R 2:10  | TKO     | リカルド・ダビド・オカンポ         | アルゼンチン   |                                                                 |
| 8            | 2016年6月24日  | ☆    | 8R       | 判定3-0 | クリス・アルファンテ               | フィリピン     |                                                                 |
| 9            | 2016年8月3日   | ☆    | 1R 1:54  | TKO     | マークイル・サルバーニャ           | フィリピン     |                                                                 |
| 10           | 2016年10月8日  | ☆    | 6R 1:32  | TKO     | ジェザー・オリバ                   | フィリピン     | WBOオセアニア防衛1                                              |
| 11           | 2016年12月10日 | ☆    | 4R 1:00  | KO      | カルロス・ルーベン・ダリオ・ルイス | アルゼンチン   | WBOオセアニア防衛2                                              |
| 12           | 2017年2月3日   | ☆    | 8R       | 判定3-0 | レノエル・パエル                   | フィリピン     |                                                                 |
| 13           | 2017年6月3日   | ☆    | 3R 2:59  | KO      | アラミス・ソリス                   | メキシコ       | WBOオセアニア防衛3                                              |
| 14           | 2017年8月19日  | ☆    | 4R 2:42  | TKO     | レイモンド・タブゴン               | フィリピン     | WBAオセアニア・OPBFスーパーフライ級シルバー王座決定戦           |
| 15           | 2017年10月21日 | ☆    | 4R 2:03  | TKO     | ハシム・ズベリ                     | タンザニア     | WBAオセアニア防衛1                                              |
| 16           | 2018年2月24日  | ☆    | 12R      | 判定3-0 | レネ・ダクエル                     | フィリピン     | OPBF東洋太平洋スーパーフライ級タイトルマッチ WBAオセアニア防衛2 |
| 17           | 2018年5月19日  | ☆    | 10R      | 判定3-0 | リチャード・クラベラス             | フィリピン     | WBAオセアニア防衛3                                              |
| 18           | 2018年9月8日   | ☆    | 10R 1:53 | TKO     | ルイス・コンセプシオン             | パナマ         | WBAオセアニア防衛4                                              |
| 19           | 2019年3月22日  | ☆    | 8R 終了  | KO      | ミゲール・ゴンサレス               | チリ           | WBA世界スーパーフライ級挑戦者決定戦                             |
| 20           | 2019年6月15日  | ☆    | 2R 1:57  | TKO     | セレマニ・バンガイザ               | タンザニア     |                                                                 |
| 21           | 2019年11月15日 | ☆    | 8R 3:00  | TKO     | エルトン・ダリー                   | ガイアナ       | WBA世界スーパーフライ級暫定王座決定戦→レギュラー王座に認定      |
| 22           | 2020年6月23日  | ★    | 12R      | 判定0-3 | ジョシュア・フランコ               | アメリカ合衆国 | WBA陥落                                                         |
| 23           | 2020年11月14日 | -    | 2R 終了  | NC      | ジョシュア・フランコ               | アメリカ合衆国 | WBA世界スーパーフライ級タイトルマッチ                           |
| 24           | 2021年8月14日  | ★    | 12R      | 判定0-3 | ジョシュア・フランコ               | アメリカ合衆国 | WBA世界スーパーフライ級タイトルマッチ                           |
| 25           | 2021年12月21日 | ☆    | 10R      | 判定3-0 | フローイラン・サルダール           | フィリピン     | WBOオリエンタルスーパーフライ級王座決定戦                       |
| 26           | 2022年4月9日   | ☆    | 8R 2:29  | KO      | ヒルベルト・メンドーサ             | アメリカ合衆国 |                                                                 |
| 27           | 2022年6月5日   | ☆    | 2R 終了  | TKO     | アレクサンデル・エスピノサ         | ニカラグア     |                                                                 |
| 28           | 2022年10月16日 | ☆    | 10R      | 判定3-0 | ノルベルト・ヒメネス               | ドミニカ共和国 | WBOインターナショナルスーパーフライ級王座決定戦                 |
| 29           | 2023年5月20日  | ★    | 12R 2:42 | KO      | 中谷潤人（M.T）                    | 日本           | WBO世界スーパーフライ級王座決定戦                               |
| 30           | 2023年12月9日  | ☆    | 10R      | 判定3-0 | ジュディ・フローレス               | フィリピン     | WBOグローバルスーパーフライ級王座決定戦                         |
| 31           | 2024年5月12日  | ★    | 12R      | 判定1-2 | ペドロ・ゲバラ                     | メキシコ       | WBC世界スーパーフライ級暫定王座決定戦                           |
| 32           | 2024年12月15日 | ☆    | 3R 2:11  | TKO     | ジャクラウト・マンジュゴエン       | タイ           |                                                                 |
| テンプレート |                |      |          |         |                                    |                |                                                                 |

## 獲得タイトル
- オーストラリアビクトリア州バンタム級王座
- オーストラリアバンタム級王座
- WBAオセアニアバンタム級王座
- WBAオセアニアスーパーフライ級王座
- OPBF東洋太平洋スーパーフライ級シルバー王座
- コモンウェルススーパーフライ級王座
- 第37代OPBF東洋太平洋スーパーフライ級王座
- WBA世界スーパーフライ級暫定王座(防衛0=レギュラー王座に認定)
- WBA世界スーパーフライ級レギュラー王座(防衛0)
- WBOオリエンタルスーパーフライ級王座
- WBOインターナショナルスーパーフライ級王座
- WBOグローバルスーパーフライ級王座